# 浦田・新島彗星
浦田・新島彗星（うらた・にいじますいせい、英語: 112P/Urata-Niijim）は、1986年10月30日に浦田武と新島恒男が群馬県尾島町で発見した太陽系の短周期彗星である。11月5日にブライアン・マースデンによって公転周期が6.42年であると計算された。
発見の次の出現は1993年で、10月20日にキットピーク国立天文台のJames V. Scotti（英語版）が発見した。さらに次の出現は2000年で、前年9月8日にハッブル宇宙望遠鏡を用いてPhilippe L. LamyとHarold A. Weaver（英語版）が発見した。